# 박주영 (기업인)
박주영(1974년 ~)은 대한민국의 기업인이자 아내 김희선 배우로 활동하고 있고
딸이 하나 있다.

## 학력
- 한양대학교 법과대학 법학과 (졸업)

## 가족
- 아버지 : 박성관
- 배우자 : 김희선 (1977년 6월 11일 ~)
  - 딸   : 박연아 (2009년 1월 20일 ~)

## 경력
- 티아라미스테틱 대표이사
- 청담테크노빌 대표